# La Madeleine dans le désert
La Madeleine dans le désert est un tableau du peintre français Eugène Delacroix réalisé en 1845. Cette huile sur toile est une peinture chrétienne qui représente Marie Madeleine en buste, et en légère plongée, dans la diagonale d'une composition originale. Montrée au Salon de 1845 puis à l'Exposition universelle de 1855, l'œuvre est commentée à ces deux occasions par Charles Baudelaire, qui loue la « poésie intime, mystérieuse et romantique » émanant du portrait de cette jeune femme « si surnaturellement belle qu'on ne sait si elle est auréolée par la mort, ou embellie par les pâmoisons de l'amour divin ». La peinture fait partie depuis 1990 des collections du musée national Eugène-Delacroix, à Paris.